# Stazione di Washinosu
La stazione di Washinosu (鷲ノ巣駅?, Washinosu-eki) è una stazione ferroviaria situata nella cittadina di Yakumo, in Hokkaidō, Giappone, servita dalla linea principale Hakodate della JR Hokkaido.

## Strutture e impianti
La stazione è dotata di due marciapiedi laterali con due binari passanti in superficie. Le banchine sono collegate da una passerella a raso con passaggio a livello interno ai binari e non è presente alcun fabbricato viaggiatori.

## Movimento
Presso questa stazione fermano esclusivamente treni locali.

## Servizi
È presente una piccola sala d'attesa coperta.
- Sala d'attesa

## Interscambi
- Fermata autobus (fermata di Washinosu Shingojo)